# Fulgoridae
La familia Fulgoridae es un grupo numeroso de insectos hemípteros, especialmente abundante en los trópicos con más de 125 géneros mundialmente. Generalmente son de tamaño moderado a grande, algunos con una semejanza superficial a mariposas. Varios géneros y especies (especialmente en los géneros Fulgora y Pyrops) suelen ser llamados bichos linterna, aunque no producen luz.

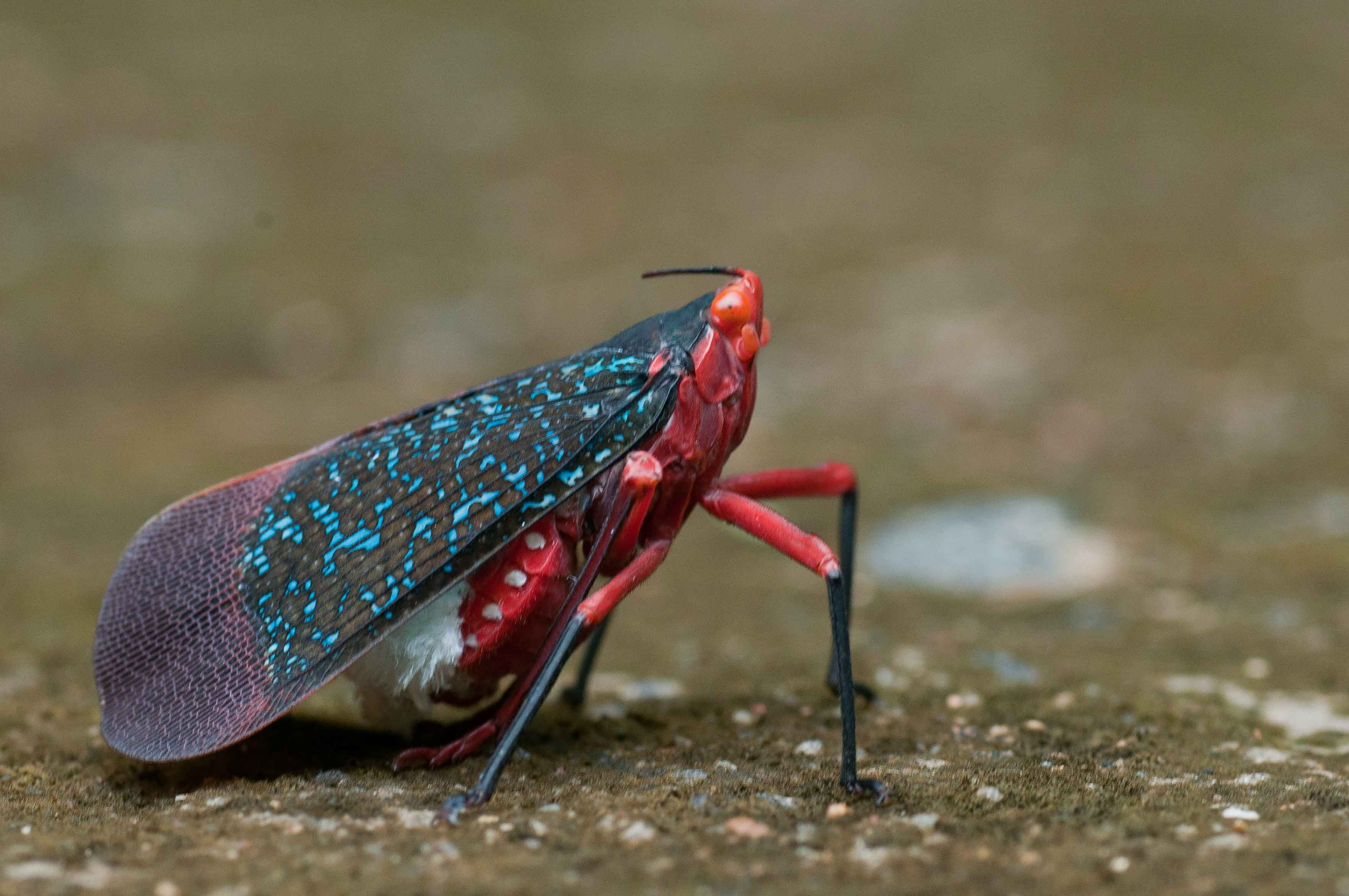
Kalidasa sp., miembro de esta familia de Asia tropical

La cabeza de algunas especies tiene una proyección, una estructura hueca que parece un hocico, a veces hinchado que puede ser casi tan grande como el resto del cuerpo; a veces es alargado y torcido hacia arriba. Se creía, en parte en base a la autoridad de Maria Sibylla Merian, que esta estructura, llamada linterna era luminosa. Carlos Linneo adoptó esta idea sin ponerlo en duda y le dio al grupo los nombres de laternaria, phosphorea y candelaria en referencia a este rasgo infundado.

## Subfamilias y géneros
Metcalf en 1938 (modificado en 1947) reconoce 5 subfamilias (Amyclinae, Aphaeninae, Fulgorinae, Phenacinae y Poiocerinae) y 12 tribus. Alrededor de 1963 Lallemand había dividido a Fulgoridae en 8 subfamilias (Amyclinae, Aphaeninae, Enchophorinae, Fulgorinae, Phenacinae, Poiocerinae, Xosopharinae y Zanninae) y 11 tribus. Esta clasificación era generalmente aceptada.
Sin embargo en 2008 el análisis molecular presentado por Julie Urban en su tesis indica que sería necesario realizar un ajuste completo de las subfamilias y tribus de Fulgoridae, ya que el estudio morfológico no revela la complejidad de la evolución de esta familia. Su trabajo fue recapitulado por Jason Cryan en 2009. Las Zanninae quizás ni siquiera estén entre las Fulgoridae.
El NCBI y Hemiptera "Hemiptera Database" incluyen las siguientes subfamilias y géneros (lista incompleta):
- Amyclinae
  - Rentinus
- Aphaeninae
  - Anecphora
  - Aphaena Guérin-Méneville, 1834[8] (India, China, Indo-China)
  - Aracynthus
  - Artacie
  - Copidocephala
  - Dilobura
  - Echetra
  - Enchophora
  - Episcius
  - Flatolystra
  - Kalidasa (Indo-China)
  - Lycorma (Indo-China)
  - Neocynthus
  - Neolieftinckana
  - Omalocephala Spinola, 1839[9]
  - Penthicodes (Indo-China)
- Fulgorinae
  - Aphrodisias Kirkaldy, 1906[10]
  - Cathedra
  - Diareusa
  - Fulgora
  - Odontoptera
  - Phrictus
  - Pyrops (Asia)
  - Saiva (India, Indo-China, Malasia)
  - Sinuala
  - Zanna (África, Asia)
- Lystrinae
  - Alphina
  - Cyrpoptus
  - Lystra
  - Scaralis
- Phenacinae
  - Phenax
  - Pterodictya
- Poiocerinae
  - Poblicia
  - Polydictya Guérin-Méneville, 1844 (Asia sudeste)[11] (Indo-China)
- Fulgoridae incertae sedis
  - Alaruasa
  - Amerzanna
  - Amycle
  - Birdantis
  - Calyptoproctus (Américas)
  - Druentia
  - Enhydria
  - Eurinopsyche
  - Hypaepa
  - Laternaria (posible sinónimo de Pyrops)
  - Learcha
  - Matacosa
  - Paralystra
  - Pyrilla
  - Stalubra
  - Xosophara
  - (NB también incluidos: Fulgoridae sin clasificar)

## Galería

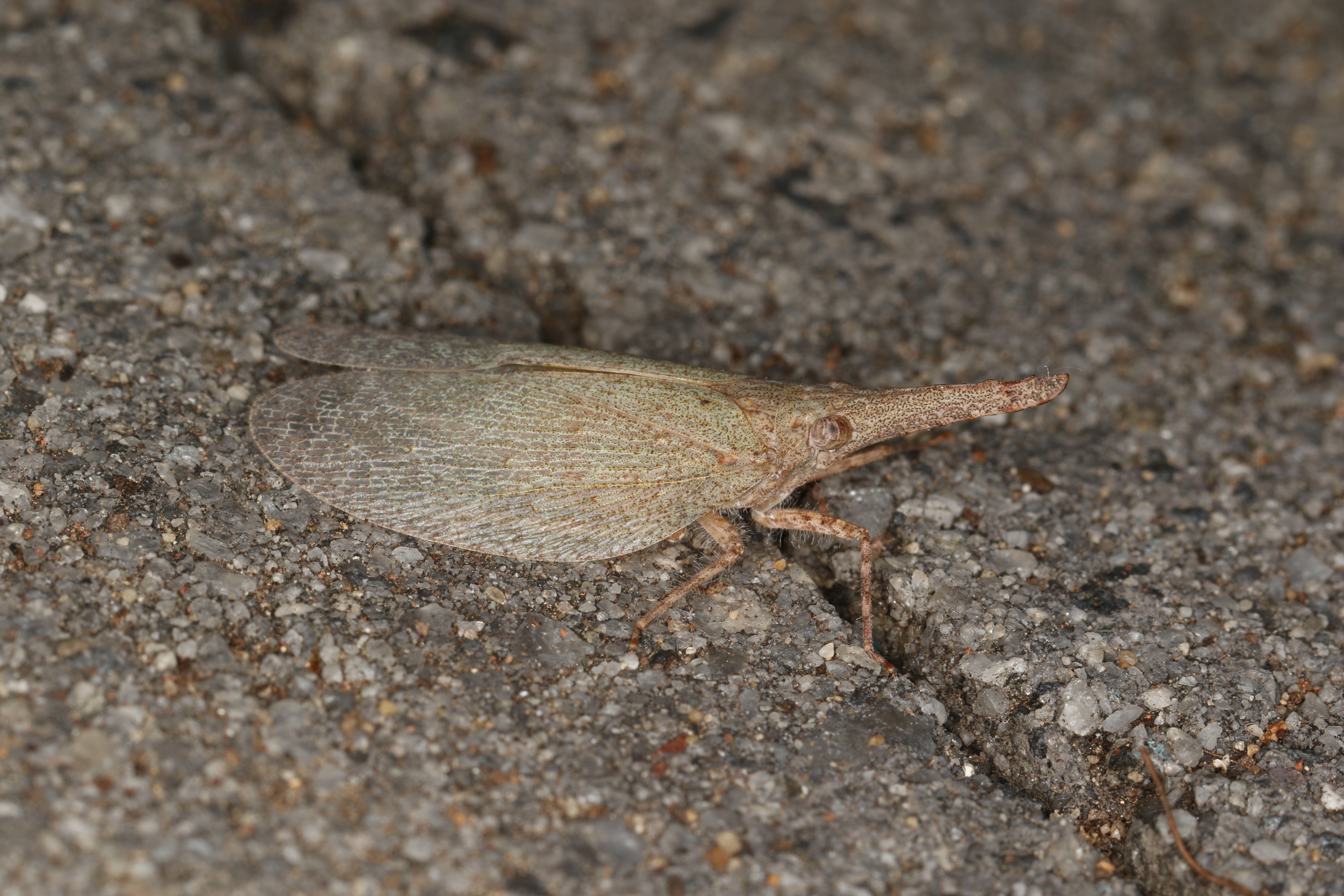
Amyclinae: Rentinus dilatatus
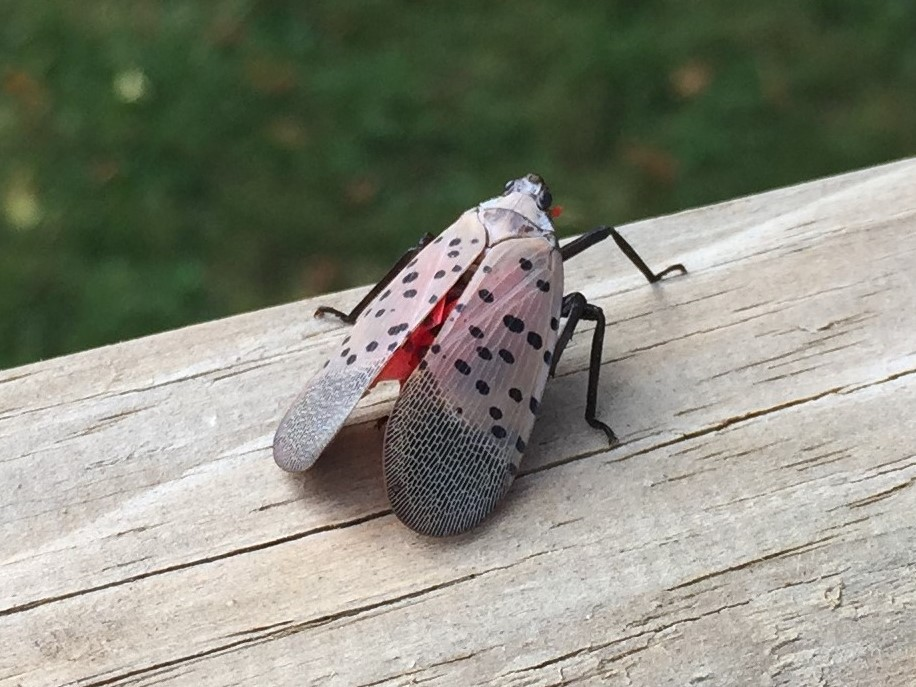
Aphaeninae: Lycorma delicatula
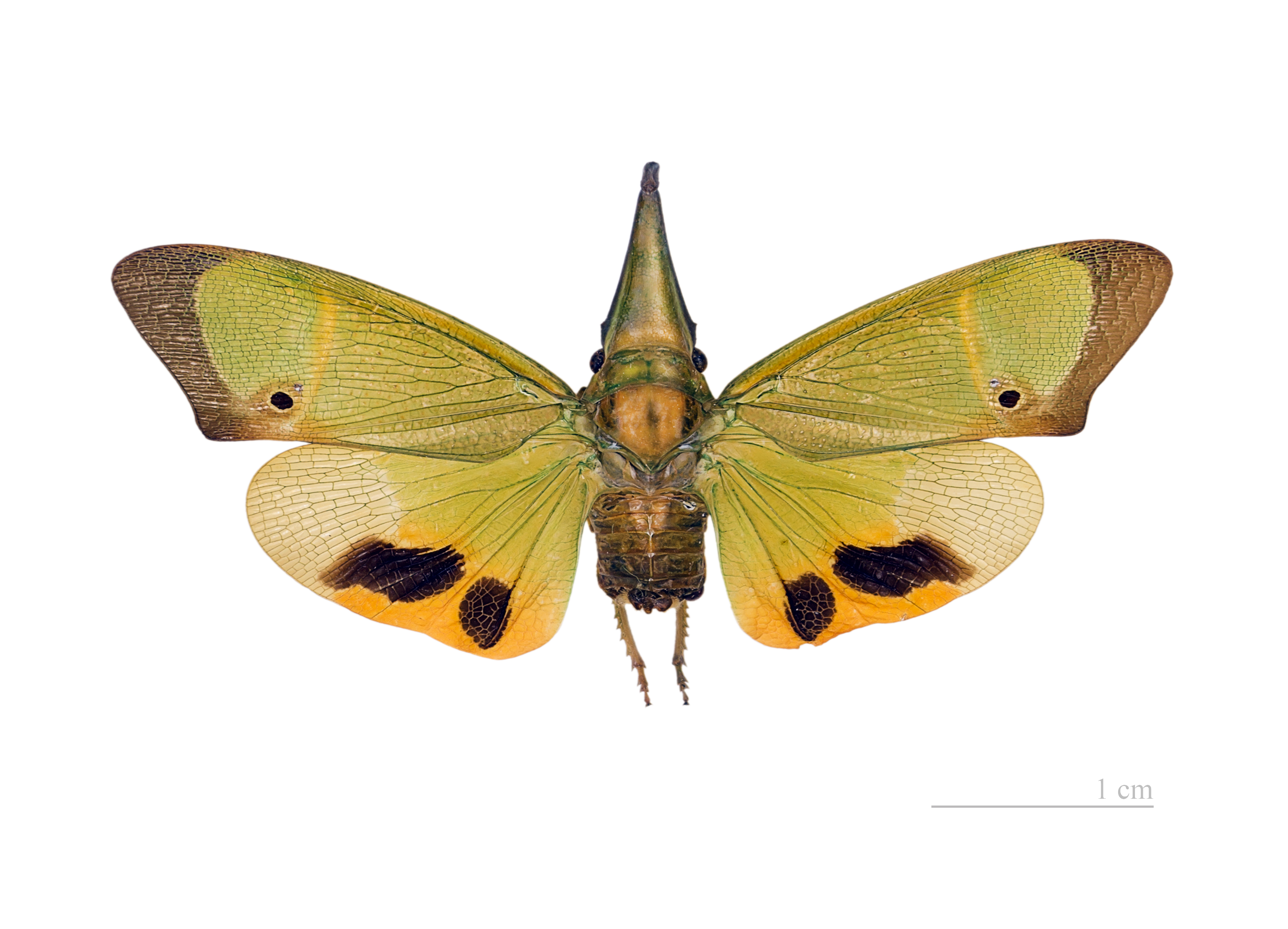
Fulgorinae: Odontoptera carrenoi - Museo de Toulouse
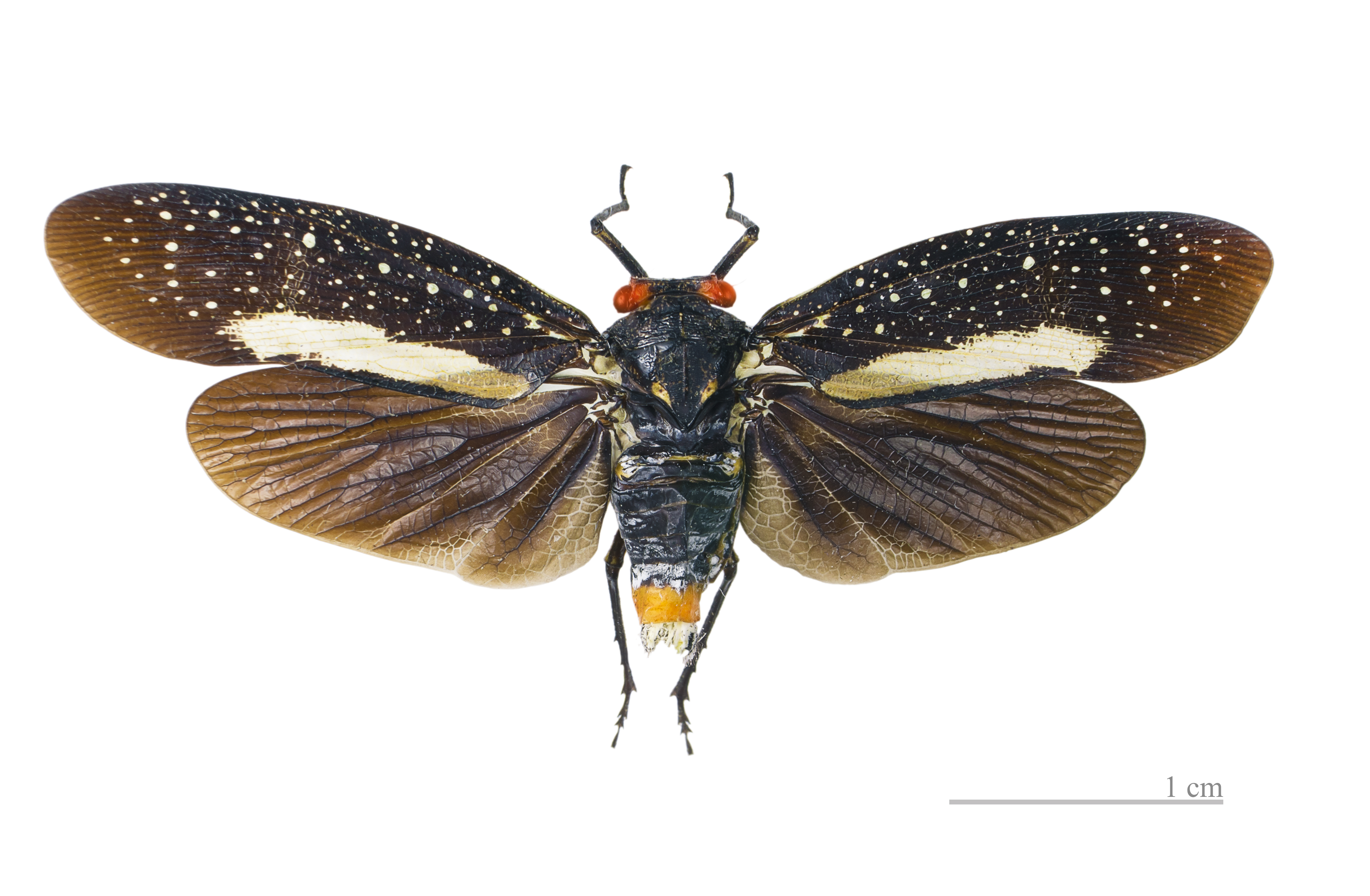
Lystrinae: Lystra lanata - Museo de Toulouse
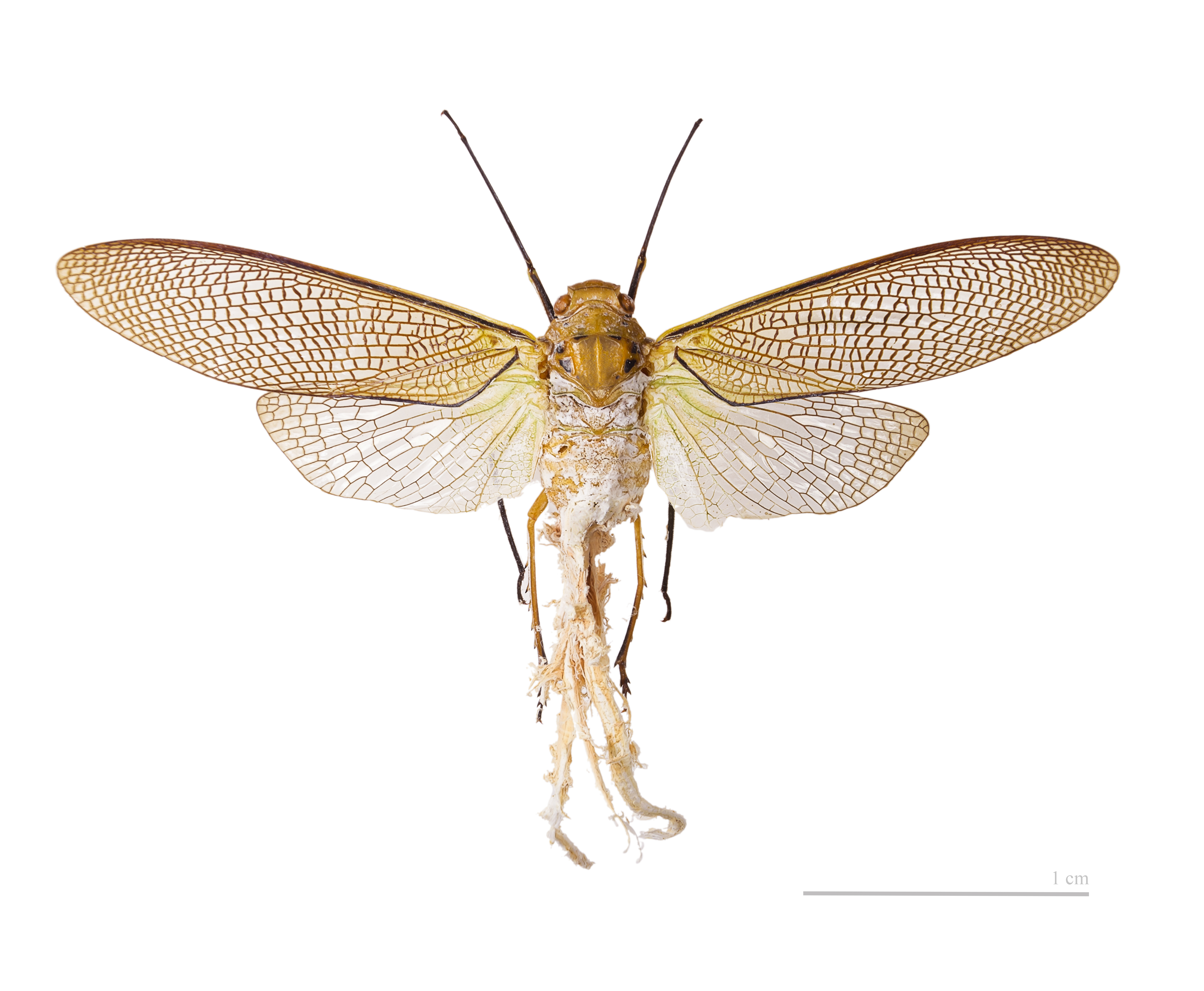
Phenacinae: Pterodictya reticularis - Museo de Toulouse
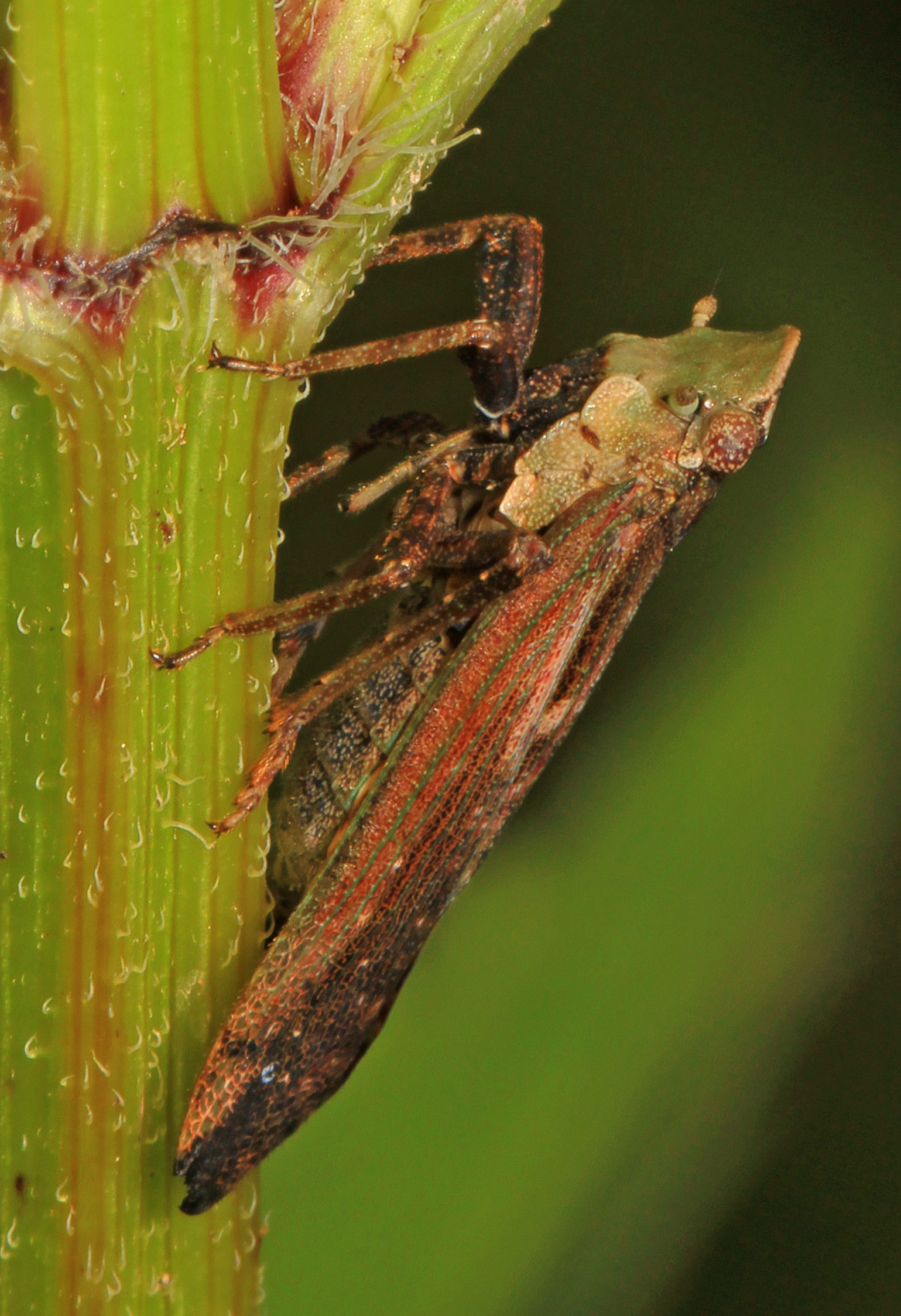
Lystrinae: Cyrpoptus sp. (Norte América)
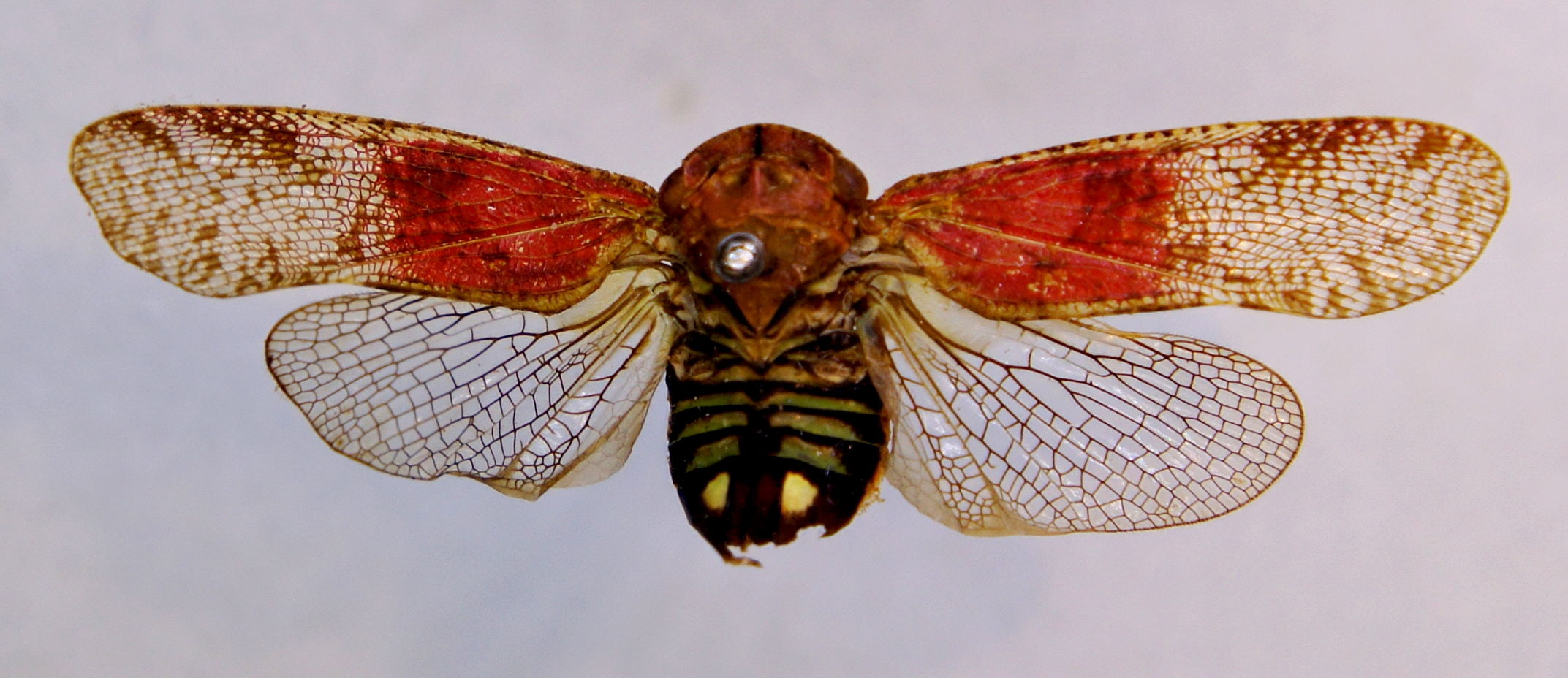
Calyptoproctus stigma
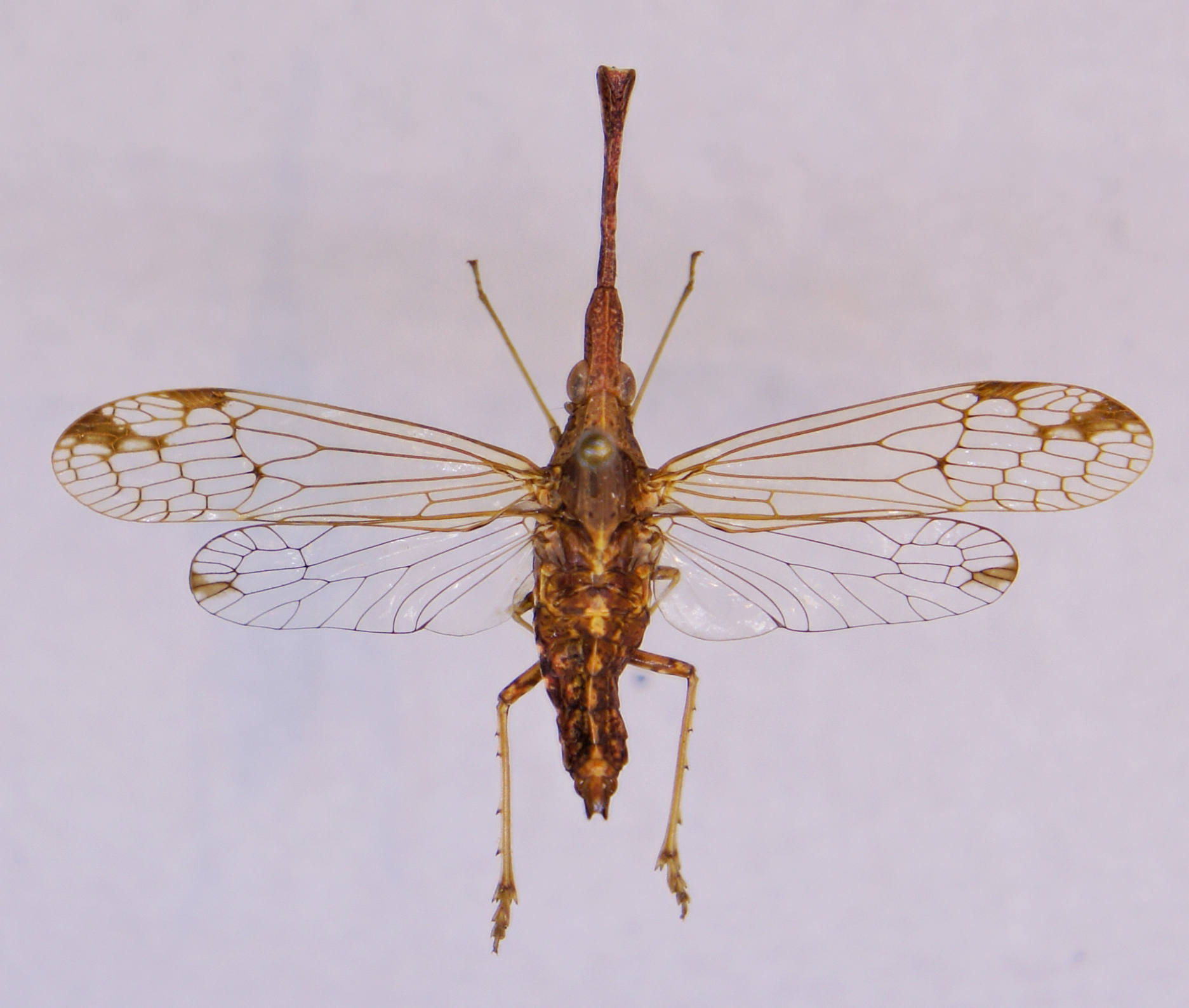
Pibrocha egregia